# Austrocylindropuntia cylindrica
Austrocylindropuntia cylindrica (укр. Аустроциліндропунція циліндрична)  — сукулентна рослина з роду аустроциліндропунція родини кактусових.

## Загальна біоморфологічна характеристика

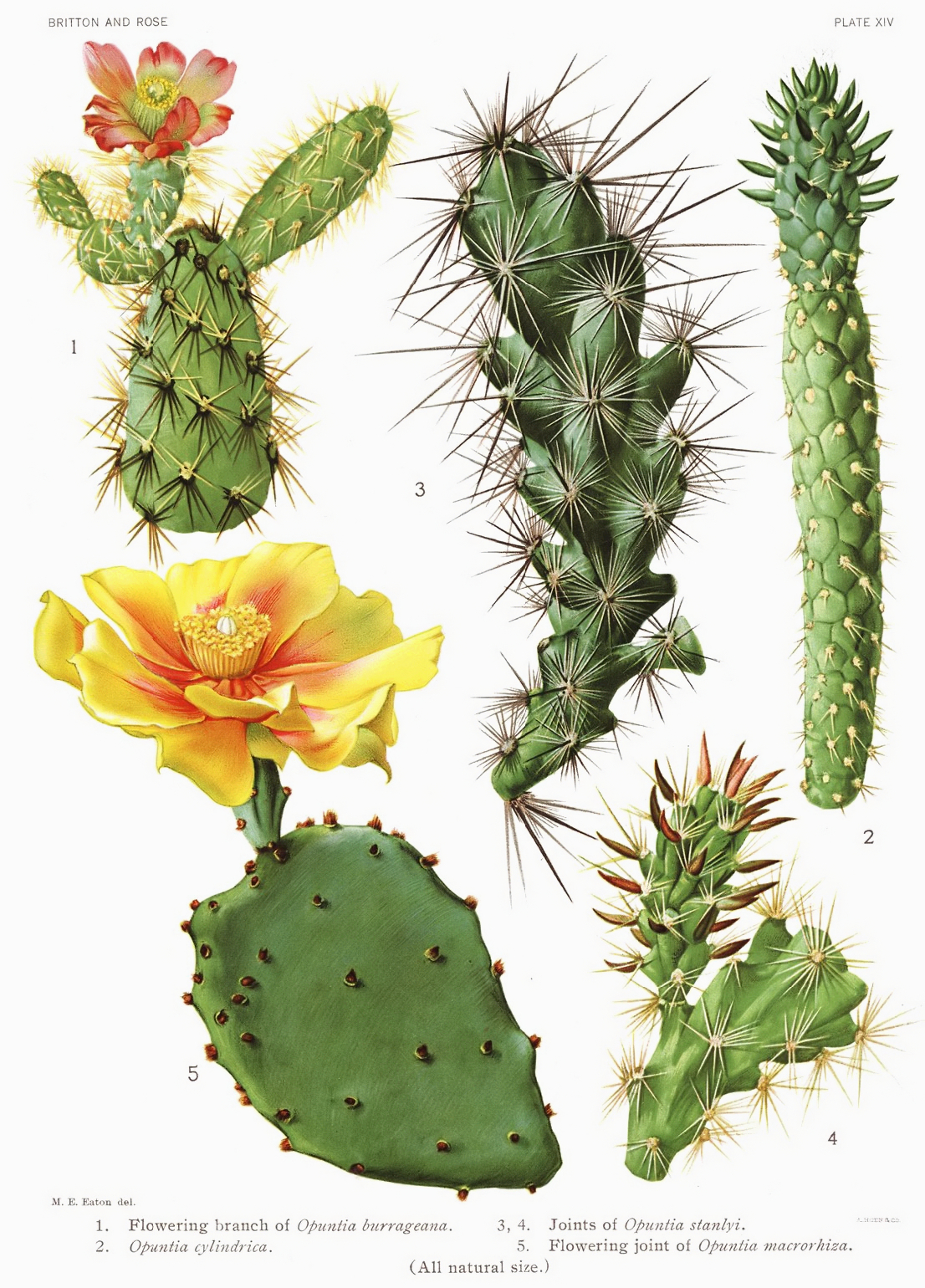
Ботанічна ілюстрація аустроциліндропунції циліндричної серед інших рослин підродини опунцієвих з видання Бріттона і Роуза 1919 року «The Cactaceae», Vol. I, Plate XIV.

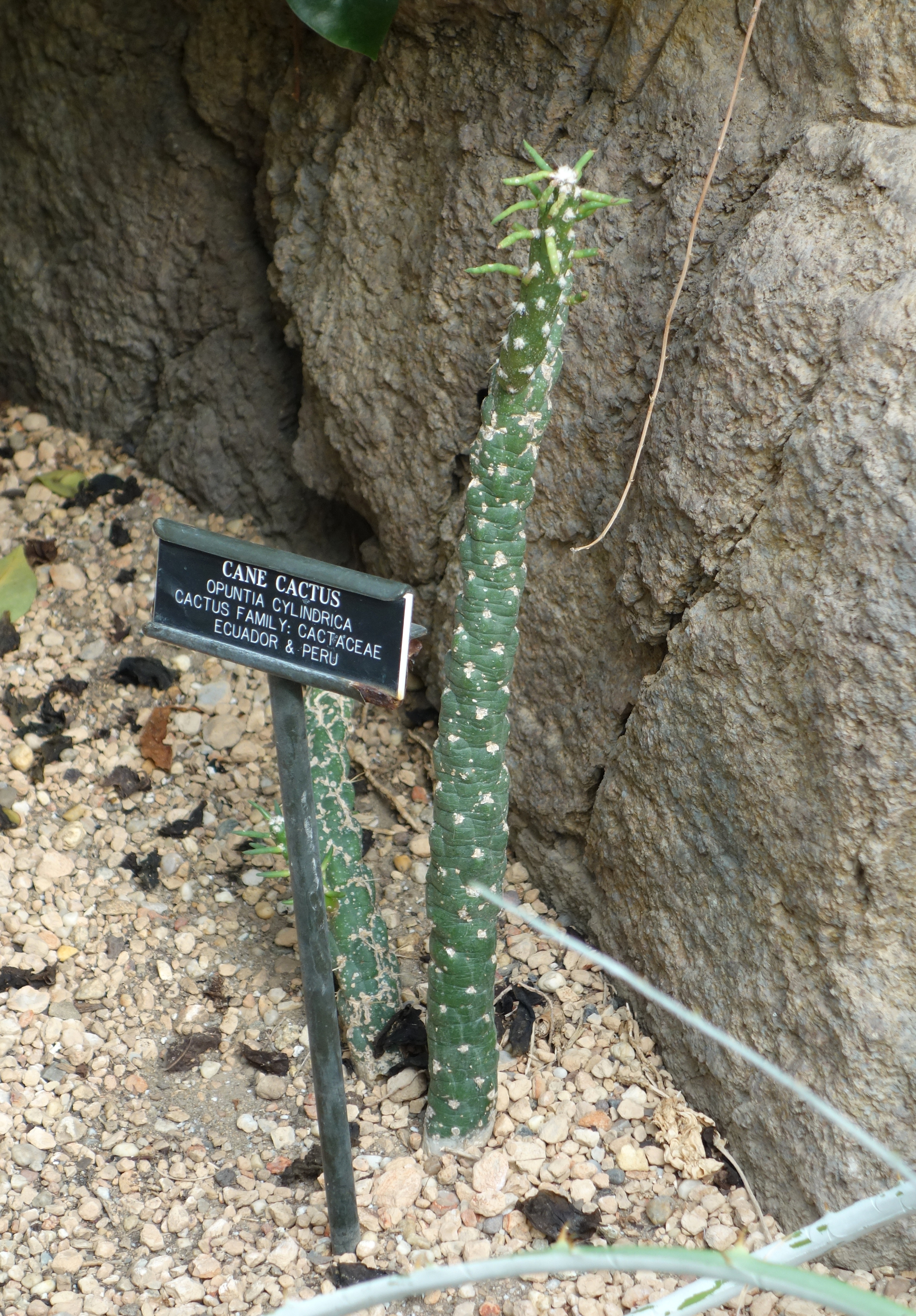
Аустроциліндропунція циліндрична в Бруклінському ботанічному саду, Нью-Йорк, США

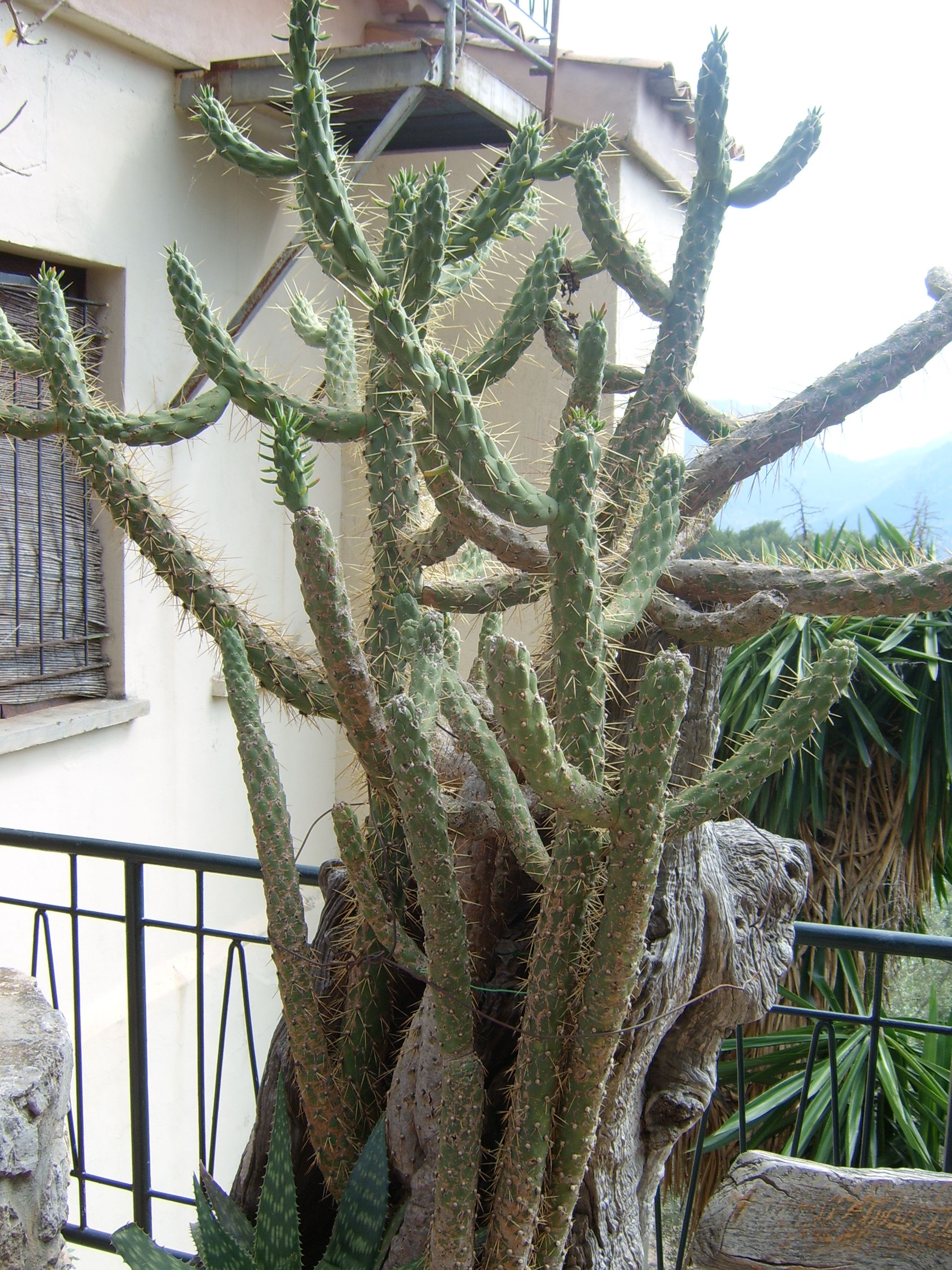
Аустроциліндропунція циліндрична на Мальорці

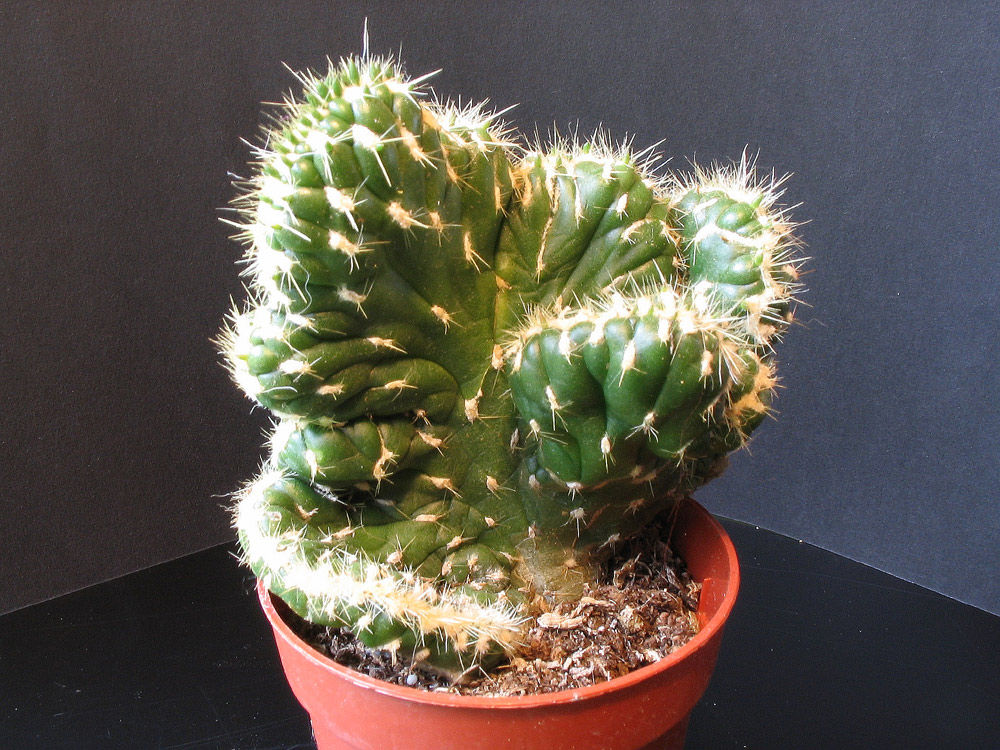
Кристатна форма аустроциліндропунції циліндричної

Стебло — світло-зелене, циліндричне, тонке, 3-5 см в діаметрі і до 4 м заввишки, з невисокими п'ятикутними горбками на сегментах, особливо добре помітними на молодому прирості.
Ареоли вдавлені, довгасті, з легким, білим опушенням.
Колючок спочатку 2-3, потім може бути більше, короткі, еластичні, білі, у культурних рослин іноді відсутні.
Глохідії непримітні 1-2 мм завдовжки.
На молодих пагонах — гострі циліндричні соковиті листя завдовжки 1-1,5 см, які швидко опадають.
Квітки 5-7 см, рожеві з сильно піднятими краями.
Плоди 5 см завдовжки, жовто-зелені.
Насіння велике, неправильної кулястої форми, з боків приплюснуте, покрите вовноподібними волосинками.

## Ареал
Росте в Еквадорі (провінції Каньяр, Карчі, Чимборасо, Котопаксі, Пічинча, Тунгурауа; можливо, до північного Перу (регіон Піура).
Натуралізована в Австралії.

## Екологія
Росте серед великих чагарників на висотах від 1 500 до 3 500 м над рівнем моря.

## Охорона у природі
Аустроциліндропунція циліндрична входить до Червоного списку Міжнародного Союзу Охорони Природи, стан — близький до загрозливого. Вона має обмежений ареал страждає від розведення худоби і антропогенного впливу. Популяції цього виду є стабільними у більшості районів, за винятком провінції Пічинча (Еквадор), де популяція зменшилась приблизно на 60% за останні 20 років.
На природоохоронних територіях цей вид не присутній.

## Культивування
В період вегетації рослини утримують на сонячному місці, просто неба, до вологи ледь сприйнятливі.
В період спокою утримують сухо за температури не менше 0 °C.
Субстрат: глинисто-гравійний, слабо-кислий, рН 4,5-6.
Добре розмножується живцями.
Особливо декоративною є кристатна форма цього виду, яку культивують на власному корінні.